# Super Show 4
Super Junior, The 1st World Tour - "Super Show 4" là chuyến lưu diễn thế giới của nhóm nhạc Hàn Quốc Super Junior diễn ra trong khoảng năm 2011 - 2012 để quảng bá cho album phòng thu thứ năm của họ là Mr. Simple. Chuyến lưu diễn này bắt đầu bằng 2 đêm ở Seoul vào tháng 11 năm 2011 và còn tiếp tục đi qua Nhật Bản, Đài Loan, Trung Quốc, và các nước châu Á khác, cùng với Pháp.
Vào ngày 28 tháng 6 năm 2013, album chính thức của tour diễn gồm các màn biểu diễn trong các đêm diễn tại Seoul đã chính thức ra mắt. Ngày 8 tháng 8 năm 2013, bộ phim Super Show 4 3D chính thức khởi chiếu tại 30 rạp chiếu ở Hàn Quốc, với toàn cảnh đêm diễn ở Seoul trong tháng 5.

## Các buổi diễn
Hai buổi diễn ở Osaka đã thu hút tổng cộng 80,000 khán giả. Vào tháng 2 năm 2012, nhóm cũng đã lập một kỉ lục mới cho concert bán hết vé nhanh nhất tại Đài Loan và cũng là nghệ sĩ nước ngoài đầu tiên tổ chức concert dài đến 4 đêm liên tiếp tại Nhà thi đấu Đài Bắc. Vào tháng 3, nhóm lại trở thành nhóm nhạc Hàn Quốc đầu tiên tổ chức hai đêm concert liên tiếp tại Ma Cao, và cũng phá kỉ lục là concert thu hút nhiều khán giả nhất tại Thái Lan với khoảng 40,000 người. Điểm dừng chân tại Pháp và Indonesia cũng là buổi diễn riêng đầu tiên của Super Junior tại hai nơi này,.
Ngày 29 tháng 3 năm 2012, đơn vị quảng bá JK Entertainment của Sydney đã thông báo rằng Super Show 4 sẽ được tổ chức vào ngày 5 tháng 5 tại Allphones Arena. Tuy nhiên sau đó nó đã bị hoãn lại do một vấn đề mà nhà tổ chức đã công bố ngày 16 tháng 4, rằng do vấn đề sức khỏe của giám đốc tổ chức và đòi hỏi phải được điều trị nên Super Show 4 Sydney sẽ không thể diễn ra theo đúng kế hoạch.
Vào ngày 23 tháng 4 năm 2012, SM Entertainment thông báo rằng hai buổi diễn bổ sung (encore) sẽ diễn ra tại Seoul vào ngày 26 và 27 tháng 5 năm 2012. Vào ngày 26 tháng 4, vé xem buổi diễn cùng với vé trọn gói (bao gồm quà tặng kèm, một chuyến du lịch, và được vào xem họp báo/tổng duyệt cho Super Show 4) dành cho fan quốc tế đã được SM Town Travel phát hành. Buổi diễn encore đã diễn ra trong khoảng 3 tiếng rưỡi (mỗi đêm) và thu hút tổng cộng khoảng 22,000 khán giả đến xem.
Ở điểm dừng chân thứ hai tại Nhật Bản là Tokyo, khoảng 400,000 fan đã cố gắng để mua được vé cho buổi diễn ngày 12 tháng 5 ngay trong ngày đầu tiên bán vé, dẫn đến việc ban tổ chức đã phải thêm một đêm diễn nữa vào ngày 13 tháng 5. Hai đêm diễn tại Tokyo đã thu hút khoảng 110,000 khán giả đến xem, bất chấp việc nhóm chưa hề ra mắt hay có hoạt động quảng bá chính thức nào tại Nhật.

## Danh sách bài hát
Super Junior Intro
- "Intro: Underwater"
- "Superman"
- "Opera"
- "Twins (Knock Out)"
- "A Man in Love" (Remix ver.)

VCR 1
- "Bonamana" (Remix Ver.)/(Rock Ver.)
- MENT-1
- "You Are My Endless Love"
- "Oops!" ft. f(x) (với Heechul rap qua VCR)
- "Wonder Boy"
- "Rokkugo" – (tất cả thành viên)

VCR 2 (ở New York)
- "Walkin'"
- "Baby" – Henry ft. Amber của f(x)
- "Say My Name" – Eunhyuk
- "물들어" – Sungmin
- "Isn’t She Lovely" – Kyuhyun
- "Moves Like Jagger" – Ryeowook
- "SHE" – Leeteuk
- "Twinkle Twinkle Little Star" (Remix ver) – Shindong

VCR 3
- "Good Friends"
- "Pajama Party"

VCR 4 (Ice Hockey)
- "Feels Good"
- "Perfection" (Korean version)
- "A-Cha"

VCR 5
- "Mr. Simple"
- "Don't Don"
- "Because of You" – Zhoumi (bài hát của Kelly Clarkson)
- "Kiss Me Darling" – Yesung
- "Your Grace is Enough" ft. 3rd Wave – Siwon
- "Oppa, Oppa" – Donghae và Eunhyuk,

VCR 6
- "Storm" – Super Junior-K.R.Y
- "Y"
- MENT-2
- "Lovely Day" (Acapella ver)
- "You & I"
- "Our Love"

VCR 7 (The Sound of Super Junior)
- "Do Re Mi - The Sound of Music"
- "White Christmas"
- "Dancing Out"
- MENT-3

Encore
- "U" (Remix)
- "Sorry, Sorry"
- "Miracle" (Remix)
- MENT-4
- "Destiny"

(Biểu diễn ở các thành phố khác)
- "Way" (Chỉ diễn tại Tokyo)
- "Mr. Simple" (Phiên bản tiếng Nhật) (chỉ diễn tại Nhật Bản)
- "Opera" (Phiên bản tiếng Nhật) (chỉ diễn tại Nhật Bản)
- "Bonamana" (Phiên bản tiếng Nhật) (chỉ diễn tại Nhật Bản)
- "Perfection" (Phiên bản tiếng Nhật) (chỉ diễn tại Nhật Bản)
- "Oppa, Oppa" - Eunhyuk và Donghae (Phiên bản tiếng Nhật) (chỉ diễn tại Tokyo)
- "Oh No (Pretty girl)" - Eunhyuk và Donghae (Chỉ diễn tạiTokyo)
- "Sorry, Sorry - Answer" - Eunhyuk
- "For Tomorrow" - Sungmin (Chỉ diễn tại Nhật Bản)
- "One in a Million" - Sungmin (bài hát của Ne-Yo)
- "Trouble maker" và "Bubble pop" - Shindong (bài hát của HyunA)
- "One man" - Yesung
- "For one day" - Yesung
- "The more I love" - Yesung
- "Billionaire", "Lazy song" và "Lighters" - Henry (từ điểm dừng chân thứ 2)
- "Off my mind" - Henry

## Ngày và địa điểm diễn ra
| Ngày                         | Thành phố  | Quốc gia   | Địa điểm                            |
| ---------------------------- | ---------- | ---------- | ----------------------------------- |
| 19 tháng 11 năm 2011         | Seoul      | Hàn Quốc   | Nhà thi đấu Thể dục dụng cụ Olympic |
| 20 tháng 11 năm 2011         | Seoul      | Hàn Quốc   | Nhà thi đấu Thể dục dụng cụ Olympic |
| 10 tháng 12 năm 2011         | Osaka      | Nhật Bản   | Kyocera Dome Osaka                  |
| 11 tháng 12 năm 2011         | Osaka      | Nhật Bản   | Kyocera Dome Osaka                  |
| 2 tháng 2 năm 2012           | Đài Bắc    | Đài Loan   | Nhà thi đấu Đài Bắc                 |
| 3 tháng 2 năm 2012           | Đài Bắc    | Đài Loan   | Nhà thi đấu Đài Bắc                 |
| 4 tháng 2 năm 2012           | Đài Bắc    | Đài Loan   | Nhà thi đấu Đài Bắc                 |
| 5 tháng 2 năm 2012           | Đài Bắc    | Đài Loan   | Nhà thi đấu Đài Bắc                 |
| 18 tháng 2 năm 2012          | Singapore  | Singapore  | Sân vận động trong nhà Singapore    |
| 19 tháng 2 năm 2012          | Singapore  | Singapore  | Sân vận động trong nhà Singapore    |
| 9 tháng 3 năm 2012           | Ma Cao     | Trung Quốc | Cotai Arena                         |
| 10 tháng 3 năm 2012          | Ma Cao     | Trung Quốc | Cotai Arena                         |
| 16 tháng 3 năm 2012          | Bangkok    | Thái Lan   | Impact Arena                        |
| 17 tháng 3 năm 2012          | Bangkok    | Thái Lan   | Impact Arena                        |
| 18 tháng 3 năm 2012          | Bangkok    | Thái Lan   | Impact Arena                        |
| 6 tháng 4 năm 2012           | Paris      | Pháp       | Zénith de Paris                     |
| 14 tháng 4 năm 2012          | Thượng Hải | Trung Quốc | Mercedes-Benz Arena                 |
| 27 tháng 4 năm 2012          | Jakarta    | Indonesia  | Sân vận động Quốc tế Mata Elang     |
| 28 tháng 4 năm 2012          | Jakarta    | Indonesia  | Sân vận động Quốc tế Mata Elang     |
| 29 tháng 4 năm 2012          | Jakarta    | Indonesia  | Sân vận động Quốc tế Mata Elang     |
| 12 tháng 5 năm 2012          | Tokyo      | Nhật Bản   | Tokyo Dome                          |
| 13 tháng 5 năm 2012          | Tokyo      | Nhật Bản   | Tokyo Dome                          |
| 26 tháng 5 năm 2012 (encore) | Seoul      | Hàn Quốc   | Nhà thi đấu Thể dục dụng cụ Olympic |
| 27 tháng 5 năm 2012 (encore) | Seoul      | Hàn Quốc   | Nhà thi đấu Thể dục dụng cụ Olympic |

## Thành phần tham gia
- Ca sĩ: Super Junior, Henry Lau, Zhoumi
- Vũ công: Super Junior, Henry Lau, Zhoumi
- Khách mời: f(x), EXO.
- Đơn vị tổ chức: SM Entertainment
- Đơn vị quảng bá: Dream Maker Entercom